# Henry Lewis Benning

Henry Lewis Benning

Henry Lewis Benning (* 2. April 1814 im Columbia County, Georgia; † 10. Juli 1875 in Columbus, Georgia) war ein US-amerikanischer Jurist und konföderierter General im Bürgerkrieg.

## Leben
Benning wurde auf der Plantage seiner Eltern geboren und studierte an der University of Georgia Jura. Nach seinem Examen 1834 ließ er sich als Anwalt in Columbus nieder, wo er 1839 Mary Howard Jones heiratete. Das Paar hatte zehn Kinder, von denen jedoch nur fünf ihren Vater überlebten. Einer seiner Söhne fiel im Bürgerkrieg.
Benning war auch politisch aktiv und ein überzeugter Gegner des Abolitionismus. 1851 ließ er sich als Kandidat der Demokraten für die Wahl zum Kongress aufstellen, wurde aber nicht gewählt. 1853 wurde er Beisitzender Richter am Supreme Court of Georgia, den er umgehend für gleichberechtigt mit dem Supreme Court of the United States erklärte, an dessen Entscheidungen er sich daher nicht gebunden fühlte. Nach der Wahl von Abraham Lincoln zum US-Präsidenten vertrat Benning sein County in der Sezessionsversammlung und stimmte für die Abspaltung Georgias von der Union. Als Vertreter seines Staates reiste er auch nach Virginia, um die dortigen Politiker davon zu überzeugen, dass sie sich der Konföderation anschließen sollten.
Nach dem Beginn des Bürgerkriegs stellte Benning im August 1861 ein Regiment auf (die 17th Georgia Volunteer Infantry), zu dessen Colonel er ernannt wurde. Mit dieser Einheit ging er nach Virginia, um sich der späteren Army of Northern Virginia anzuschließen. Da Benning nach wie vor jegliche Einmischung einer Zentralgewalt in die Belange der Bundesstaaten ablehnte, erklärte er das konföderierte Wehrpflichtgesetz für ungültig und entging nur mit Glück einem Kriegsgerichtsverfahren. In der Brigade von Robert Augustus Toombs kämpfte Benning in der Zweiten Schlacht von Manassas und in der Schlacht am Antietam, wo er nach Toombs' Verwundung die Führung übernahm und eine wichtige Brücke so lange verteidigen konnte, bis Verstärkung eingetroffen war. Für diese Leistung erhielt er von seinen Männern den Spitznamen Old Rock und wurde im Januar 1863 zum Brigadegeneral befördert. In der Division von General John Bell Hood nahm Benning an der Schlacht bei Gettysburg und am Chickamauga teil. Im Mai 1864 wurde er in der Schlacht in der Wilderness verwundet, kehrte jedoch im Oktober zu seiner Brigade zurück und befehligte sie bis zur Kapitulation von Appomattox im April 1865.
Nach Kriegsende ging Benning zurück nach Columbus, wo er sein Haus niedergebrannt vorfand. Da er neben seiner eigenen Familie auch noch diejenige seines gefallenen Schwagers ernähren musste, nahm er seine Anwaltstätigkeit wieder auf und führte sie fort, bis er zehn Jahre später auf dem Weg zum Gericht einem Schlaganfall erlag. Die heutige US-Militärbasis und Infanterieschule in Fort Benning bei Columbus waren bis zum 11. Mai 2023 nach ihm benannt.